# Fjalla-Eyvindur

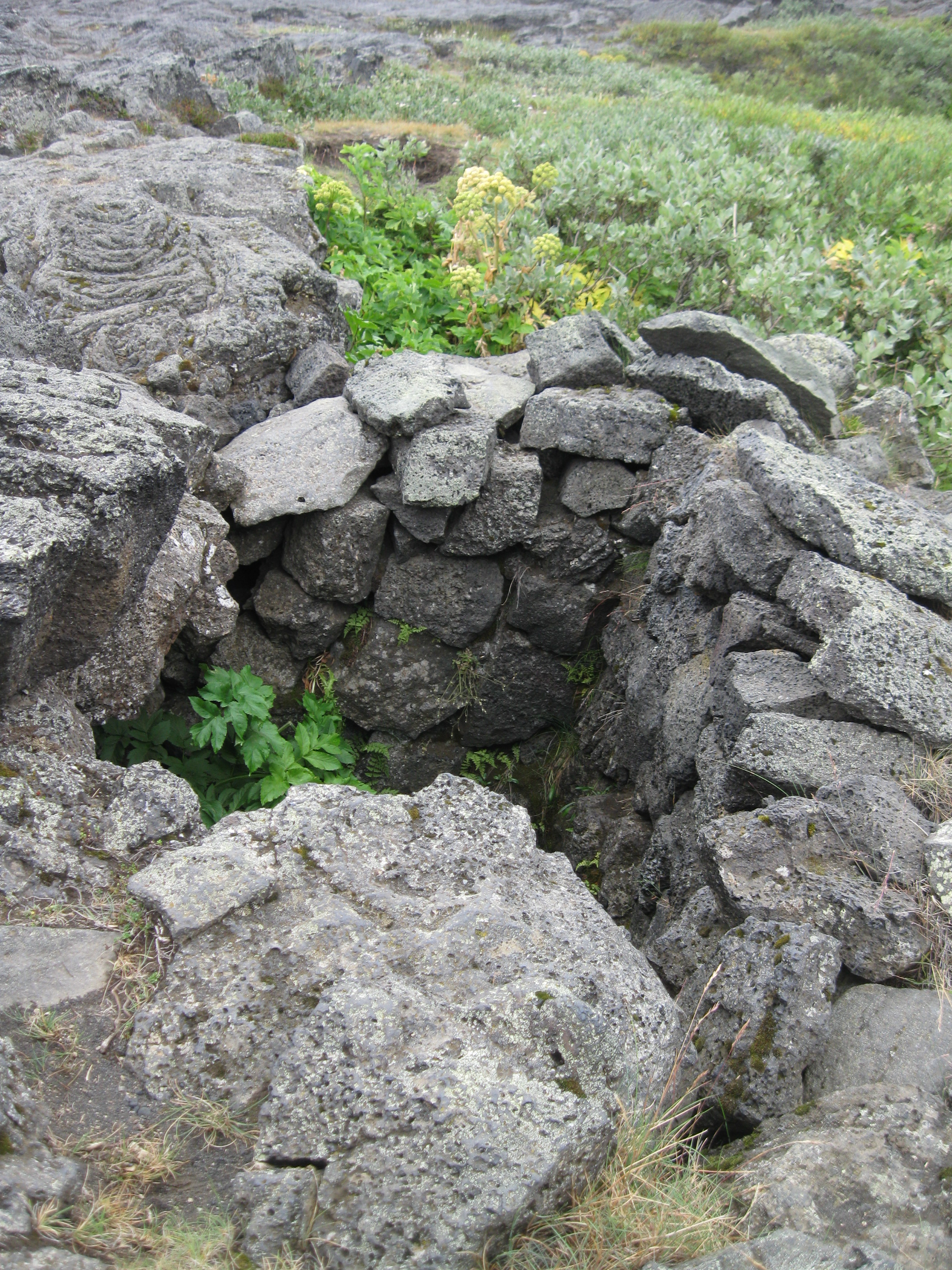
Refugio de Fjalla-Eyvindur en Herðubreiðarlindir.

Fjalla-Eyvindur (1714–1783) fue un forajido islandés. 

## Biografía
Hacia 1760, él y su esposa Halla huyeron a las Tierras Altas, donde vivieron en medio de la naturaleza salvaje durante 20 años. Unas aguas termales llevan su nombre, que en islandés significa 'Eyvindur de las Montañas'. 
En 2015, se confirmó que eran de ellos unos restos hallados a finales del siglo XIX cerca de una cabaña, situada en el oasis de Hvannalindir en el campo de lava Lindaharaun cerca al glaciar Vatnajökull.

## En la cultura
El dramaturgo islandés Jóhann Sigurjónsson dramatizó su vida en 1911 como Fjalla-Eyvindur. Esa pieza comprende la nana "Sofðu unga ástin mín" que todavía cantan muchos padres islandeses. 
En 1918, la obra se adaptó al cine como El forajido y su esposa (en sueco Berg-Ejvind och hans hustru), dirigido por el sueco Victor Sjöström.